# Filmweb
Filmweb este o bază de date online cu informații legate de filme, seriale de televiziune, actori și membri ai echipei de producție. Din 2011, baza de date conține și informații despre jocuri video. Filmweb a fost lansat la 18 martie 1998. Este un site în limba poloneză și cea mai mare bază de date de filme poloneze.

## Istorie
Filmweb a fost creat de Artur Gortych și lansat pe 18 martie 1998. Pe 20 ianuarie 2000, a devenit primul site polonez disponibil prin Wireless Application Protocol (WAP). În 2005, Filmweb PRO (care se adresează profesioniștilor industriei de divertisment) a fost lansat. 
Pe 20 mai 2010, a fost lansată versiunea beta a site-ului și Filmweb a început să folosească și un nou algoritm, numit Gustomierz (Tastemeter). Utilizatorii înregistrați, care au evaluat cel puțin 50 de filme, pot vedea cât de mult le-a plăcut un anumit film și cui anume și să găsească utilizatori similari. Motorul s-a bazat pe metoda celor mai apropiați k vecini și teoria descompunerii singulare, precum și pe studiile proprii ale Filmweb. Tehnologia este încă îmbunătățită de echipa de informaticieni numiți în mod expres pentru acest lucru. Pe 16 septembrie 2010, a fost lansat un nou design al paginii de pornire al bazei de date. Pe 18 ianuarie 2011, în baza de date au fost adăugate jocuri video. 
Prima aplicație mobilă Filmweb, pentru iOS, a avut premiera în noiembrie 2011. A fost urmată de lansarea unei aplicații Android pe 4 februarie 2012 și a unei aplicații pentru Windows Phone în martie 2012.

## Legături externe
- Site web oficial

## Vezi și
- Cinematografia poloneză
- Listă de filme poloneze
- KinoPoisk
- FilmPolski.pl